# William Gomes
William Gomes Carvalho Santos dit William Gomes, né le 15 mars 2006 à Aracaju au Brésil, est un footballeur brésilien qui évolue au poste d'ailier gauche au FC Porto.

## Biographie

### En club

#### São Paulo
Né à Aracaju au Brésil, William Gomes est notamment formé par le São Paulo FC, qu'il rejoint en 2021. Le 24 mars 2023, il signe son premier contrat professionnel avec son club formateur.
Il fait sa première apparition en professionnel le 23 novembre 2023, lors d'une rencontre de Brasileirão, la première division brésilienne, contre le Fluminense FC. Il entre en jeu et son équipe est battue par un but à zéro,.
William Gomes marque son premier but en professionnel le 25 août 2024, lors d'une rencontre de championnat face au Esporte Clube Vitória. Il est titularisé et participe à la victoire de son équipe par deux buts à un.

#### FC Porto
Le transfert de William Gomes vers le FC Porto est officialisé le 31 janvier 2025. Les Dragons déboursent 9 millions d'euros pour 80% des droits économiques du joueur. Le jeune ailier signe un contrat jusqu'en juin 2029 et choisit de porter le numéro 7.

### En sélection
William Gomes représente l'équipe du Brésil des moins 17 ans. Il joue au total deux matchs avec cette sélection en 2022.

## Statistiques
| Saison                | Club                  | Championnat           | Championnat | Championnat | Championnat | Coupe nationale | Coupe nationale | Coupe nationale | Coupe de la Ligue | Coupe de la Ligue | Coupe de la Ligue | Supercoupe | Supercoupe | Supercoupe | Compétition(s) continentale(s) | Compétition(s) continentale(s) | Compétition(s) continentale(s) | Compétition(s) continentale(s) | Ligues régionales | Ligues régionales | Ligues régionales | Coupe du monde des clubs | Coupe du monde des clubs | Coupe du monde des clubs | Total | Total | Total |
| Saison                | Club                  | Division              | M.          | B.          | P.d.        | M.              | B.              | P.d.            | M.                | B.                | P.d.              | M.         | B.         | P.d.       | Comp.                          | M.                             | B.                             | P.d.                           | M.                | B.                | P.d.              | M.                       | B.                       | P.d.                     | M.    | B.    | P.d.  |
| 2023                  | São Paulo FC          | Série A               | 3           | 0           | 0           | -               | -               | -               | -                 | -                 | -                 | -          | -          | -          | -                              | -                              | -                              | -                              | -                 | -                 | -                 | -                        | -                        | -                        | 3     | 0     | 0     |
| 2024                  | São Paulo FC          | Série A               | 11          | 3           | 1           | 1               | 0               | 0               | -                 | -                 | -                 | -          | -          | -          | CL                             | 3                              | 0                              | 0                              | 1                 | 0                 | 0                 | -                        | -                        | -                        | 16    | 3     | 1     |
| 2025                  | São Paulo FC          | Série A               | -           | -           | -           | -               | -               | -               | -                 | -                 | -                 | -          | -          | -          | -                              | -                              | -                              | -                              | 1                 | 0                 | 0                 | -                        | -                        | -                        | 1     | 0     | 0     |
| Sous-total            | Sous-total            | Sous-total            | 14          | 3           | 1           | 1               | 0               | 0               | 0                 | 0                 | 0                 | 0          | 0          | 0          | -                              | 3                              | 0                              | 0                              | 2                 | 0                 | 0                 | 0                        | 0                        | 0                        | 20    | 3     | 1     |
| 2024-2025             | FC Porto              | Primeira Liga         | 8           | 0           | 0           | -               | -               | -               | -                 | -                 | -                 | -          | -          | -          | C3                             | 1                              | 0                              | 0                              | -                 | -                 | -                 | 2                        | 1                        | 0                        | 11    | 1     | 0     |
| 2025-2026             | FC Porto              | Primeira Liga         | 2           | 0           | 0           | -               | -               | -               | -                 | -                 | -                 | -          | -          | -          | -                              | -                              | -                              | -                              | -                 | -                 | -                 | -                        | -                        | -                        | 2     | 0     | 0     |
| Sous-total            | Sous-total            | Sous-total            | 10          | 0           | 0           | 0               | 0               | 0               | 0                 | 0                 | 0                 | 0          | 0          | 0          | -                              | 1                              | 0                              | 0                              | 0                 | 0                 | 0                 | 2                        | 1                        | 0                        | 13    | 1     | 0     |
| Total sur la carrière | Total sur la carrière | Total sur la carrière | 24          | 3           | 1           | 1               | 0               | 0               | 0                 | 0                 | 0                 | 0          | 0          | 0          | -                              | 4                              | 0                              | 0                              | 2                 | 0                 | 0                 | 2                        | 1                        | 0                        | 33    | 4     | 1     |